# Salvia melissodora
Salvia melissodora es una especie de planta fanerógama perteneciente a la familia de las lamiáceas.

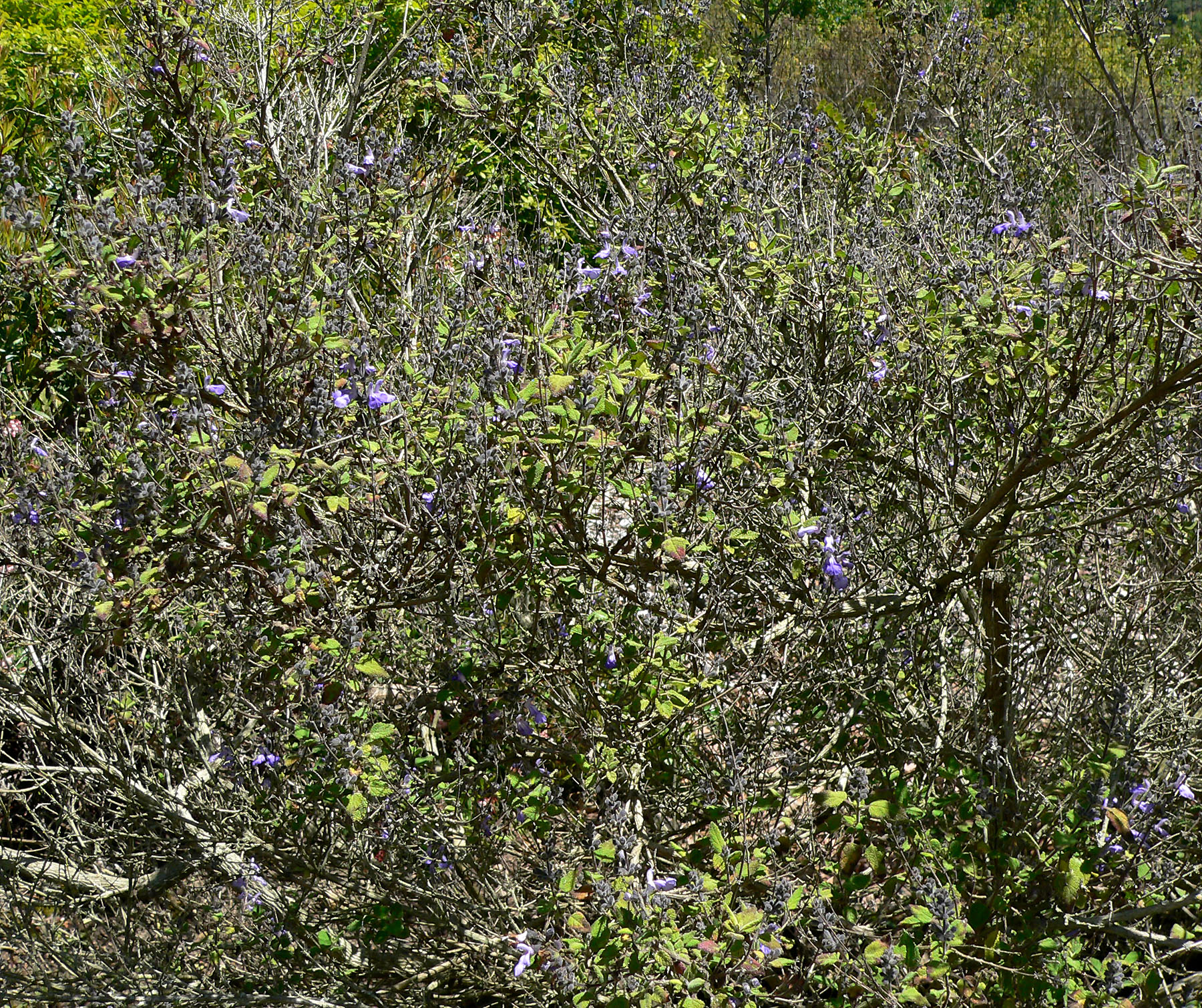
Vista de la planta

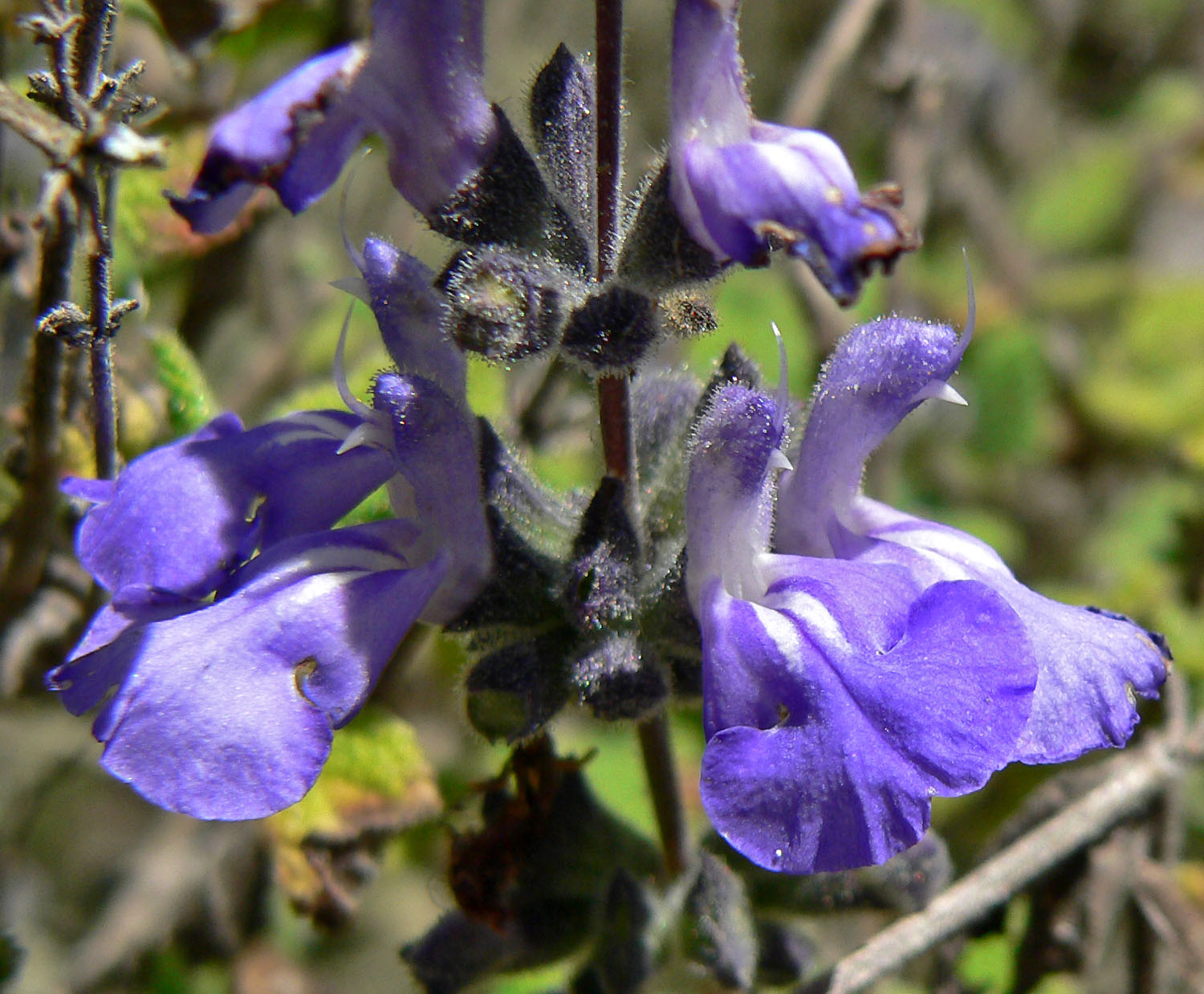
Flores

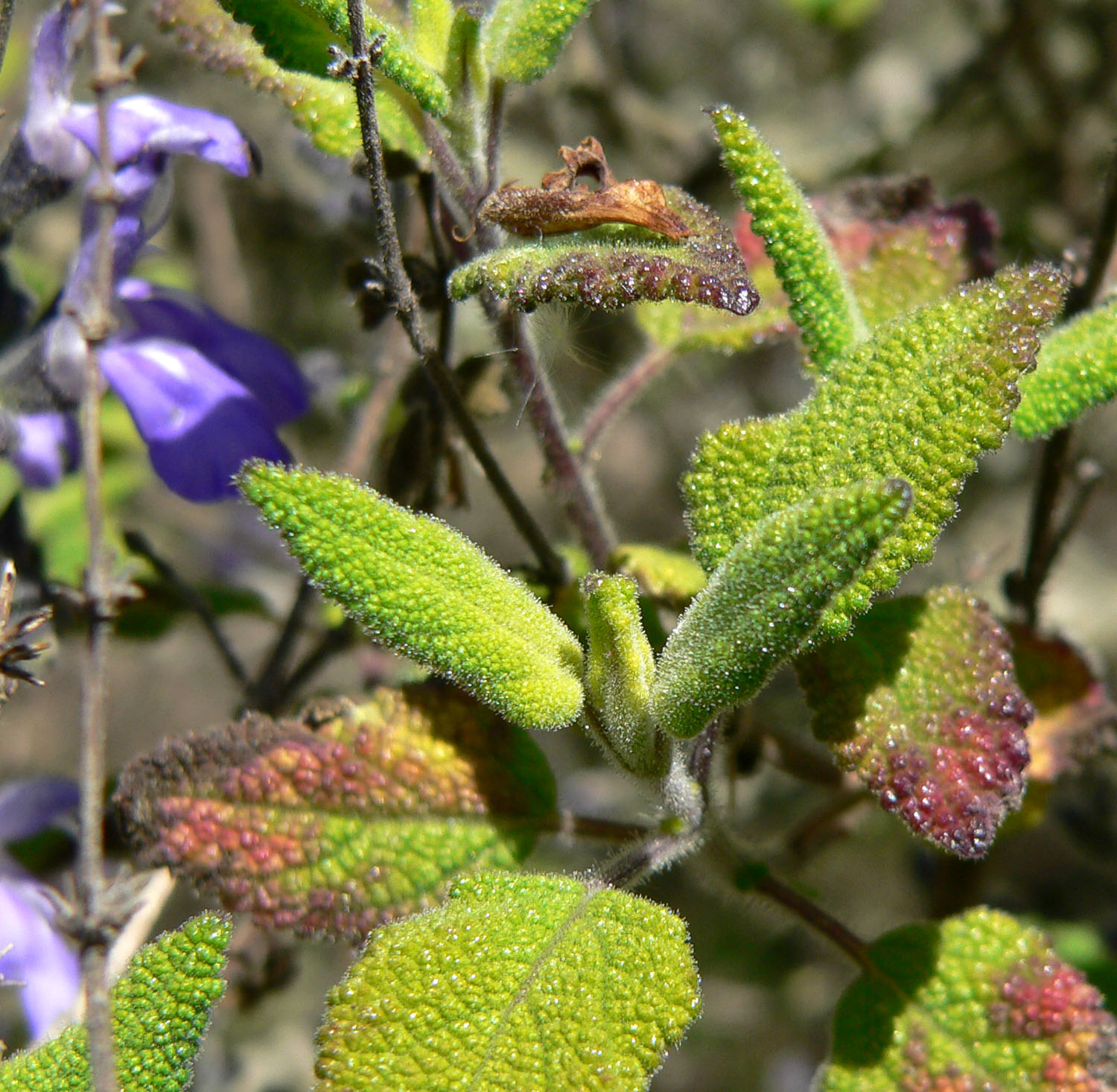
Hojas

## Distribución y hábitat
Es un arbusto perenne leñoso que se encuentra a elevaciones de 1 300-2 500 metros en la cordillera de Sierra Madre Oriental en México, desde Chihuahua, en el norte, hasta Oaxaca, en el sur. La planta también se llama tarahumara, después de que los tarahumara  hayan utilizado sus hojas y semillas con fines medicinales por cientos de años.

## Descripción
Salvia melissodora  es un arbusto leñoso que alcanza un tamaño de hasta 1,8 m de alto y 1,2 m  de ancho, con un hábito elegante y erguido. Las hojas son ovadas de 2 a 4 cm y son de color verde intermedio en la parte superior, con venas prominentes en la superficie inferior que se destacan debido a los pelos de color gamuza que los cubren. Las hojas parcialmente secas desprenden una fragancia agradable, mientras que las flores son descritas con frecuencia como una forma de uva perfumada.
Las cortas inflorescencias tienen varias espirales cada una, con las flores de color violeta-lavanda en el labio superior y de color lavanda pálido en el labio inferior y posterior del labio superior. Las flores están llenas de néctar, y atraen a las abejas, mariposas, y  otros insectos, y colibríes desde finales de primavera hasta las heladas.

## Taxonomía
Salvia melissodora fue descrita por Mariano Lagasca y Segura y publicado en Genera et species plantarum 2. 1816.
Etimología
Ver: Salvia
melissodora: epíteto que proviene de la palabra del griego antiguo "melissa" = (abeja) y "odora" = (fragancia), en referencia a las flores fragantes y llenas de néctar que atraen a muchos insectos. Melissa es también el nombre de una ninfa cretense  de la mitología griega que recoge miel.
Sinonimia
- Salvia dugesii Fernald
- Salvia microphylla Sessé & Moc.
- Salvia scorodonia Benth.
- Salvia scorodoniifolia Desf. ex Poir.
- Salvia scorodoniifolia var. crenaea Fernald[4]